# Осорио, Рауль
Рауль Андрес Осорио Медина (исп. Raúl Andrés Osorio Medina; 29 июня 1995, Гранерос, Чили) — чилийский футболист, защитник клуба «О’Хиггинс».

## Клубная карьера
Осорио — воспитанник клуба «О’Хиггинс». 13 июля 2013 года поединке Кубка Чили против «Аудакс Итальяно» Рауль дебютировал . В том же году Осорио стал чемпионом Чили. 3 января 2014 года в матче против «Депортес Икике» он дебютировал в чилийской Примере. В том же году Рауль помог клубу выиграть Суперкубок Чили.

## Международная карьера
В начале 2015 года Осорио в составе молодёжной сборной Чили принял участие в молодёжном чемпионате Южной Америки в Уругвае. На турнире он сыграл в матче против сборной Колумбии.

## Достижения
Командные
 «О’Хиггинс»
- Чемпионат Чили по футболу — Апертура 2013
- Обладатель Суперкубка Чили — 2014